# Katherine Ryan
Katherine Ryan (née le 30 juin 1983) est une humoriste, écrivaine, présentatrice et actrice canadienne, habitant à Londres. Elle a fait des apparitions dans des émissions britanniques, en particulier des panel shows, comme Mock the Week, Never Mind the Buzzcocks, A League of Their Own, 8 Out of 10 Cats, Would I Lie to You?, QI, Juste a Minute, Safeword et Have I Got News For You. En 2015, elle a remplacé Steve Jones en tant que présentatrice de Hair sur BBC Two. En tant qu'actrice, elle a joué dans la sitcom Campus de Channel 4,, la sitcom Episodes de BBC Two et dans Don't Sit in the Front Row aux côtés de Jack Dee.
Mais elle est surtout connue pour son stand-up, ayant notamment participé en tant qu'humoriste invitée et présentatrice dans l'émission Live at the Apollo sur la BBC. Pour son travail, Katherine Ryan a remporté le Nivea Funny Women Award et a également été finaliste de la compétition Amused Moose Laugh-Off en 2008. En février 2017 sort son spectacle spécial Netflix intitulé Katherine Ryan: In Trouble, enregistré lors de la tournée de son one-woman show au Royaume-Uni,.

## Jeunesse
Katherine Ryan est la fille d'un immigré irlandais dessinateur industriel, propriétaire d'une société d'ingénierie, et d'une Canadienne d'origines irlandaises et anglaises, propriétaire d'une société de conseil en informatique. Katherine Ryan et ses deux plus jeunes sœurs sont nées et ont grandi à Sarnia (Ontario). Elles ont toutes les trois passé du temps à Cork, en Irlande, chez leurs grands-parents paternels.
Les parents de Katherine Ryan se sont séparés quand elle avait 15 ans. À 18 ans, elle décide de quitter la maison et choisit d'étudier l'urbanisme à Toronto. Pendant qu'elle était à l'université, elle travaille chez Hooters, puis commence à former d'autres serveuses. Durant son temps libre, elle se lance dans la scène libre certains soirs pour se divertir, et elle finit, au moment de l'obtention de son diplôme, par avoir développé une routine basique.

## Carrière
Après l'obtention de son diplôme, Katherine Ryan continue de travailler pour Hooters en tant que formatrice en entreprise, ce qui lui permet de voyager à travers le Canada pour former d'autres serveuses. Elle participe aussi à l'ouverture de la seule branche britannique de la firme à Nottingham. Son partenaire de l'époque veut alors explorer Londres, ce qu'elle accepte de faire pendant un mois à l'été 2007. Elle finit par s'y installer de façon permanente à partir de janvier 2008,.

### Carrière d'humoriste

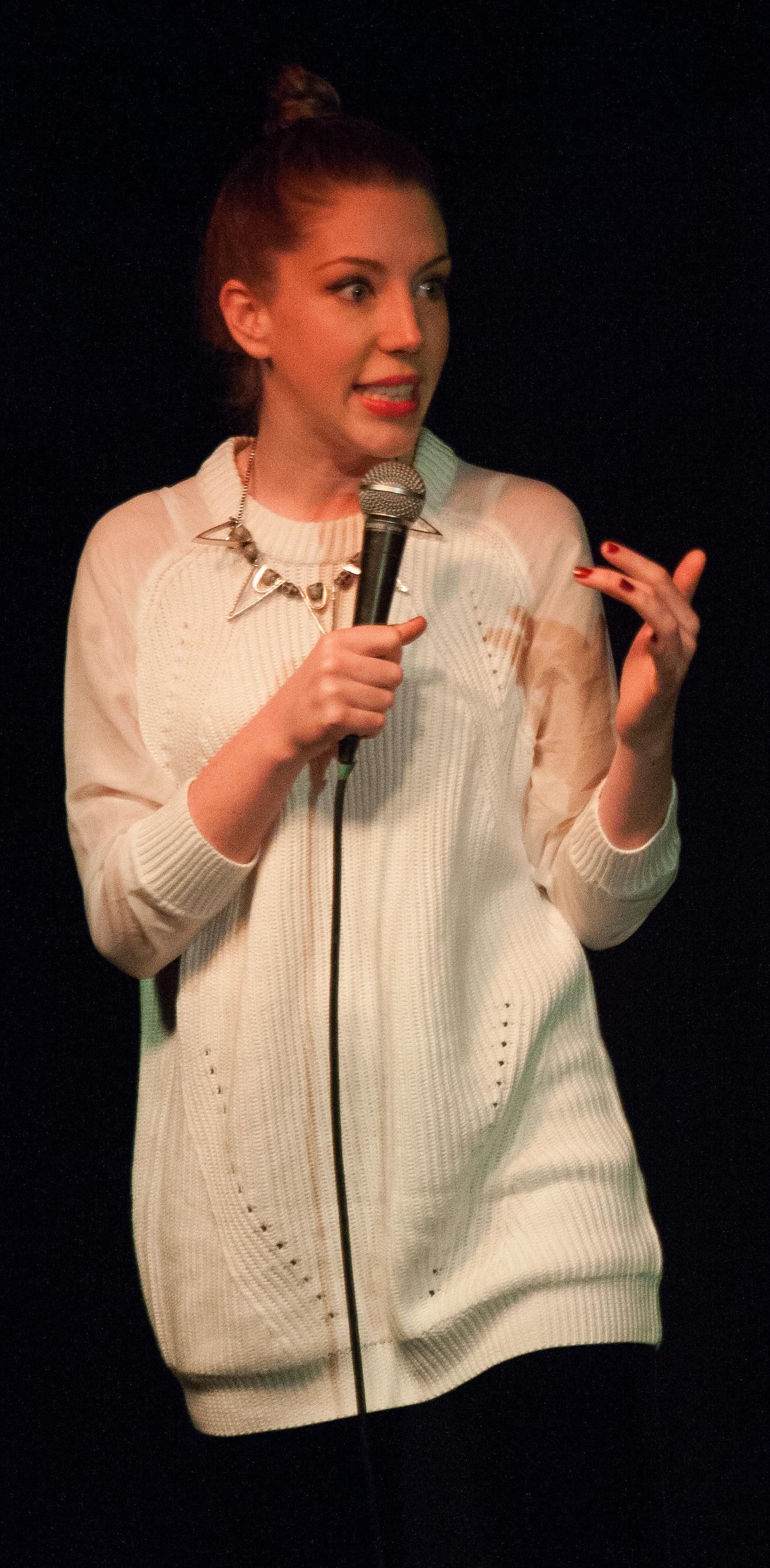
Katherine Ryan sur scène en 2012.

Katherine Ryan apparaît d'abord à la télévision dans l'émission 8 Out of 10 Cats sur Channel 4 en 2012. Peu de temps après, elle décroche des rôles dans la série Campus sur la même chaîne. Le 23 février 2013, elle apparaît en tant que célébrité participante sur Let's Dance for Comic Relief sur BBC One, jouant Nicki Minaj dansant sur Starships. Elle atteint la finale et finit à la quatrième place. Elle participe par la suite au Whitney Cummings Just for Laughs 2013 Gala, enregistré en direct devant un public le 28 juillet 2013,. Elle emmène de nouvelles routines au Festival d’Édimbourg.
En 2015, Katherine Ryan remplace Steve Jones à la présentation de Hair sur BBC Two. La même année, elle participe à l'émission de Sky 1 Bring the Noise dans l'équipe de Tinie Tempah et dans l'émission Safeword sur ITV2.
En 2016, elle participe à la deuxième saison du jeu télévisé de Taskmaster sur Dave, où elle bat Doc Brown, Joe Wilkinson, Richard Osman et Jon Richardson.
En février 2017 sort son spectacle spécial Netflix intitulé Katherine Ryan: In Trouble, enregistré lors de la tournée de son one-woman show au Royaume-Uni.

### Autres
Katherine Ryan est l'autrice d'une colonne hebdomadaire dans le magazine de divertissement britannique NME.

### Controverse
Katherine Ryan a été victime d'une controverse, notamment dans la presse, ayant même reçu des menaces de mort à propos d'une blague concernant les essais de produits cosmétiques jugée raciste. Sa blague est la suivante : « Nous ne testons aucun de nos produits sur les animaux. Nous utilisons plutôt des enfants philippins » (« We don’t use any of our products on animals. We use Filipino children. »), dans un segment intitulé « Phrases improbables que l'on entendrait dans une publicité de cosmétiques » (« Unlikely lines from a cosmetics commercial »). Elle s'est par la suite défendue sur Twitter en expliquant que cette blague avait été prise hors de son contexte ; elle a aussi évoqué la polémique dans son spectacle spécial sur Netflix.

## Récompenses
Katherine Ryan remporte en 2008 le Nivea Funny Women Award au Comedy Store.

## Vie privée
Katherine Ryan a eu une fille, Violet, avec un ex-petit ami. Elle a dû faire face à deux épisodes de cancer de la peau,. Elle et sa fille vivent à Crouch End (Londres).

## Filmographie

### Séries
- 2011 : Campus : Georgina « George » Bryan[26]
- 2012 : Episodes : Assistante de Merc[13]
- 2013 : Badults : Lucie (rôle principal de la saison 2)[27]
- 2016 : Counterfeit Cat : Ranceford, Nelson, rôles variés (voix)[28]
- 2025 : Les Enquêtes de Murdoch : Kiera Ryan (saison 18, épisode 22)

### Émissions et jeux télévisés
- 2012–2015 : Mock the Week : Invitée
- 2012–2014 : Never Mind the Buzzcocks : Invitée
- 2012–2014 : 8 Out of 10 Cats : Invitée
- 2013–2014 : Sweat the Small Stuff : Invitée
- 2013 : Let's Dance for Comic Relief : Participante
- 2013 : Fake Reaction : Invitée
- 2013 : QI : Invitée
- 2013–2016 : Have I Got News for You : Invitée et présentatrice
- 2014, 2017 : Alan Davies As Yet Untitled : Invitée
- 2014, 2015 : Celebrity Squares : Invitée
- 2015 : The Dog Ate My Homework : Invitée
- 2015 : Room 101 : Invitée
- 2015 : 8 Out of 10 Cats Does Countdown : Invitée
- 2015 : Hair : Présentatrice
- 2015–aujourd'hui : Safeword : Capitaine d'équipe
- 2015 : The Cube: Celebrity Special : Participante
- 2015 : The Last Leg : Invitée
- 2015 : Bring the Noise : Intervenante régulière
- 2016 : Lip Sync Battle UK : Participante
- 2016 : Let's Play Darts : Participante
- 2016 : Taskmaster : Participante
- 2016 : It's Not Me, It's You : Invitée et capitaine d'équipe invitée
- 2016 : Sunday Brunch : Présentatrice remplaçante
- 2016 : Would I Lie to You? : Invitée
- 2016 : The Chase: Celebrity Special : Participante
- 2017 : The Big Fat Quiz of the Year : Participante
- 2017 : The Fake News Show : Participante
- 2017 : The Nightly Show : Artiste invitée
- 2017 : How'd You Get So Rich? : Présentatrice
- 2017 : Your Face or Mine? : Co-présentatrice
- 2019 : Katherine Ryan: Glitter Room : Co-présentatrice

## Spectacles
- 2017 : Katherine Ryan: In Trouble[22]
- 2019: Katherine Ryan : Glitter Room[29]